# Neophylax kolodskii
Neophylax kolodskii är en nattsländeart som beskrevs av Parker 2000. Neophylax kolodskii ingår i släktet Neophylax och familjen Uenoidae. Inga underarter finns listade i Catalogue of Life.